# Bad Lippspringe
Bad Lippspringe (pronunciación en alemán: /baːt lɪpˈʃpʁɪŋə/ⓘ) es un municipio alemán, ubicado en el distrito de Paderborn en la región administrativa de Detmold, en el Estado federado de Renania del Norte-Westfalia. Se encuentra a unos 10 km al noreste de Paderborn.

## Historia

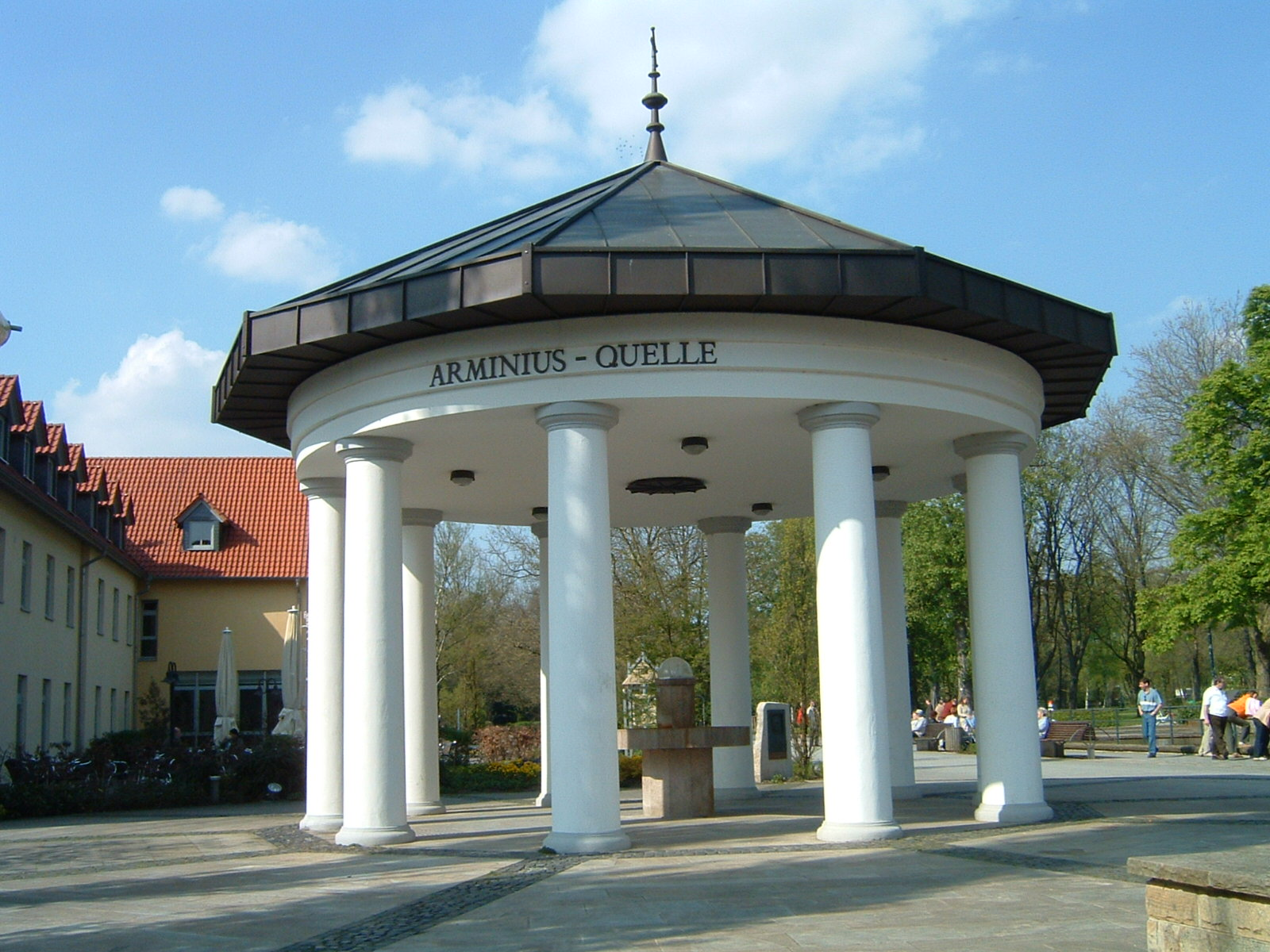
Arminius Quelle

Lippspringe es mencionada en crónicas tan temprano como el siglo IX y en el siglo XIII, los caballeros templarios establecieron una fortaleza. Recibió derechos civiles en torno a 1400. Friedrich Wilhelm Weber nació en esta localidad en 1817.

## Geografía
Está situado en la ladera occidental del bosque Teutónico. Son famosos sus manantiales de aguas salinas, que son empleados tanto para bañarse como para beber en los casos de tuberculosis.
El río Lippe se origina en Bad Lippspringe.